# 卡尔·布伦纳·冯·瓦滕维尔
卡尔·布伦纳·冯·瓦滕维尔（德語：Karl Brunner von Wattenwyl，1823年6月13日—1914年8月24日），瑞士博物学家、物理学家、地质学家、維也納电报局局长和昆虫学家，平生主要研究直翅目和竹节虫目。